# Igreja do Paquistão
A Igreja do Paquistão (em inglês Church of Pakistan) é uma igreja unida, formada em 1970, pela fusão de igrejas anglicanas, presbiterianas, metodistas e luteranas no Paquistão.
É a maior denominação protestante no Paquistão, com cerca de 500.000 membros em 2014.

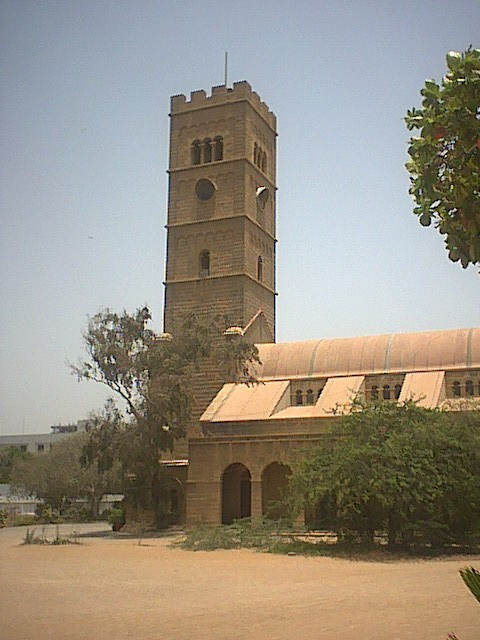
Catedral da Santíssima Trindade (Carachi).

## Relações intereclesiásticas
É membro do Conselho Mundial de Igrejas, Comunhão Anglicana, Comunhão Mundial das Igrejas Reformadas e do Concílio Metodista Mundial.